# 金和顺
金和顺（韓語：김화순，1962年4月12日—），韩国女子篮球运动员。她曾代表韩国国家队参加1984年和1988年夏季奥林匹克运动会篮球比赛，其中1984年奥运会获得一枚银牌。